# Lance (rivière)
La Lance est un torrent français, dans la commune de Colmars-les-Alpes dans le département des Alpes-de-Haute-Provence, en région Provence-Alpes-Côte d'Azur et un affluent gauche du Verdon, donc un sous-affluent du Rhône par la Durance.
Plusieurs de ses cascades sont signalées ; la cascade la plus proche du bourg de Colmars est classée, depuis un décret de 1941.

## Géographie

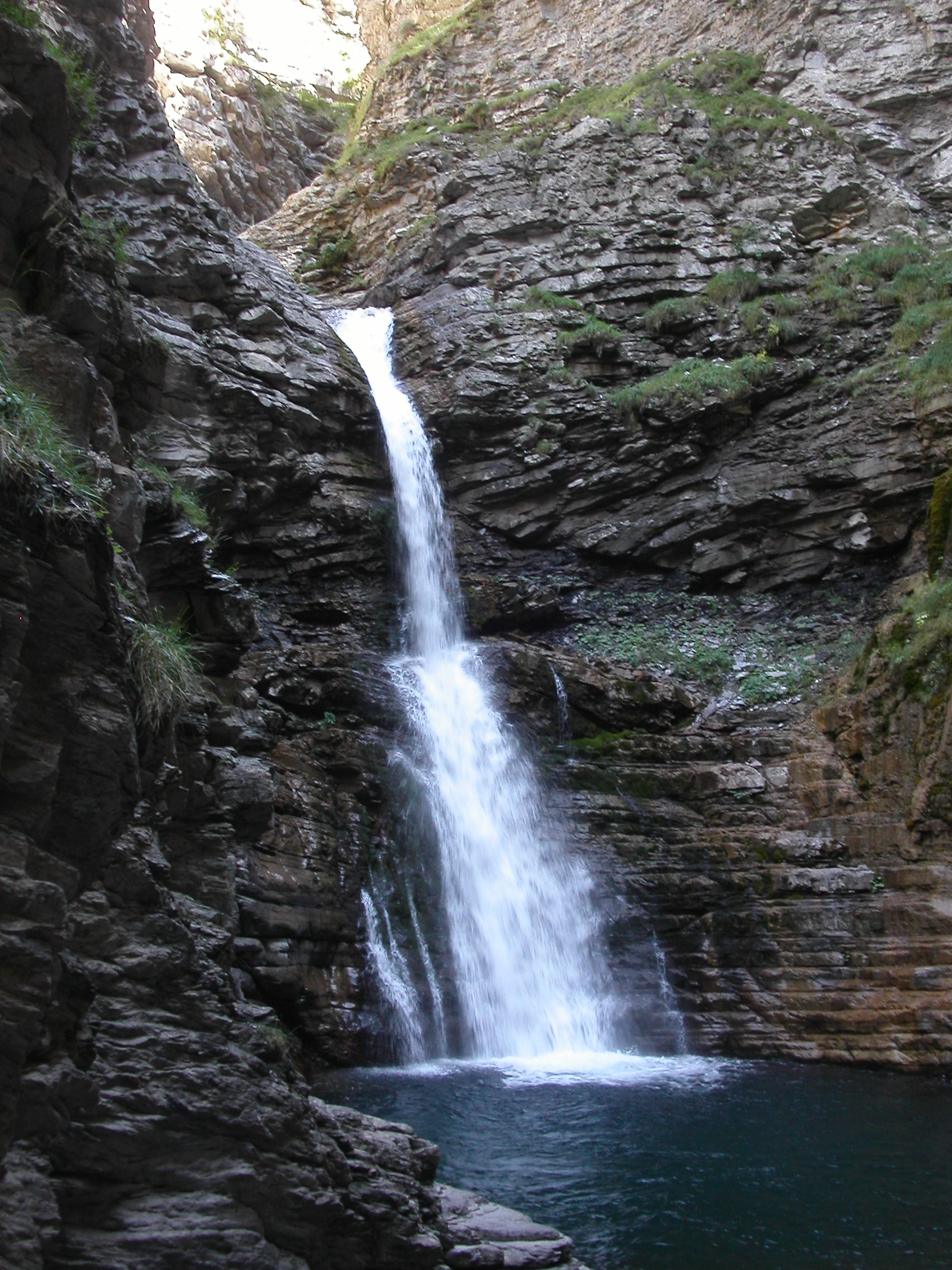
Cascade de la lance

La longueur de son cours est de 12,5 km. la Lance s'appelle d'abord le ravin du carton et prend source au sud-ouest de la commune de Colmars et au sud du sommet du Carton (2 614 m), à 2 435 m d'altitude. Puis il s'appelle aussi le ravin de Bressenge
Puis il coule globalement du sud-est vers le nord-ouest après un virage à gauche. La cascade de la Lance est situé à 1,2 km de la confluence.
Il conflue en rive gauche du Verdon à 1 230 m d'altitude

### Commune et canton traversés
Il prend source et conflue dans la même commune de Colmars, dans le canton de Castellane, dans l'arrondissement de Castellane.

### Bassin versant
La lance traverse une seule zone hydrographique « Le Verdon de la lance au Rieu du Trou inclus » (X201) de 295 km2 de superficie. C bassin versant est constitué à 94,67 % de forêts et milieux semi-naturels, à 4,09 % de territoires agricoles, à 0,93 % de territoires artificialisés, à 0,14 % de surfaces en eau. Le bassin versant de la Lance est d'environ 40 km2 de superficie.

### Organisme gestionnaire
L'organisme gestionnaire est le Parc naturel régional du Verdon, syndicat mixte et structure porteuse du SAGE du bassin versant du Verdon

## Affluent
la Lance n'a pas d'affluent référencé. Malgré cela Géoportail signale :
- le ravin de Mouriès (rg[note 3]) ;
- le ravin de Lançonet (rg) ;
- le ravin du Précaire (rd) ;
- le ravin du Chastelas (rd).

Donc son rang de Strahler est de deux.

## Hydrologie

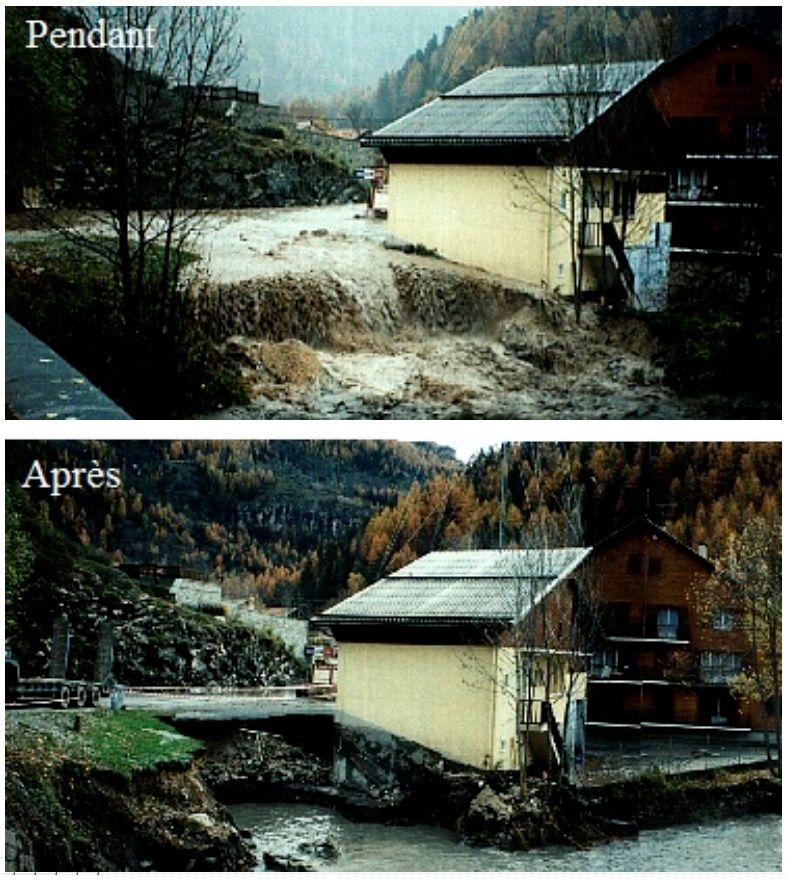
Crue Lance/Verdon Colmars/Alpes, 5 novembre 1994.

## Aménagements et écologie
La Lance fait l'« objet de travaux d'entretien de la ripysilve ou végétation des berges, afin de favoriser le renouvellement de la Végétation et de limiter les risques et les dégâts lors des évènements exceptionnels »

## Galerie

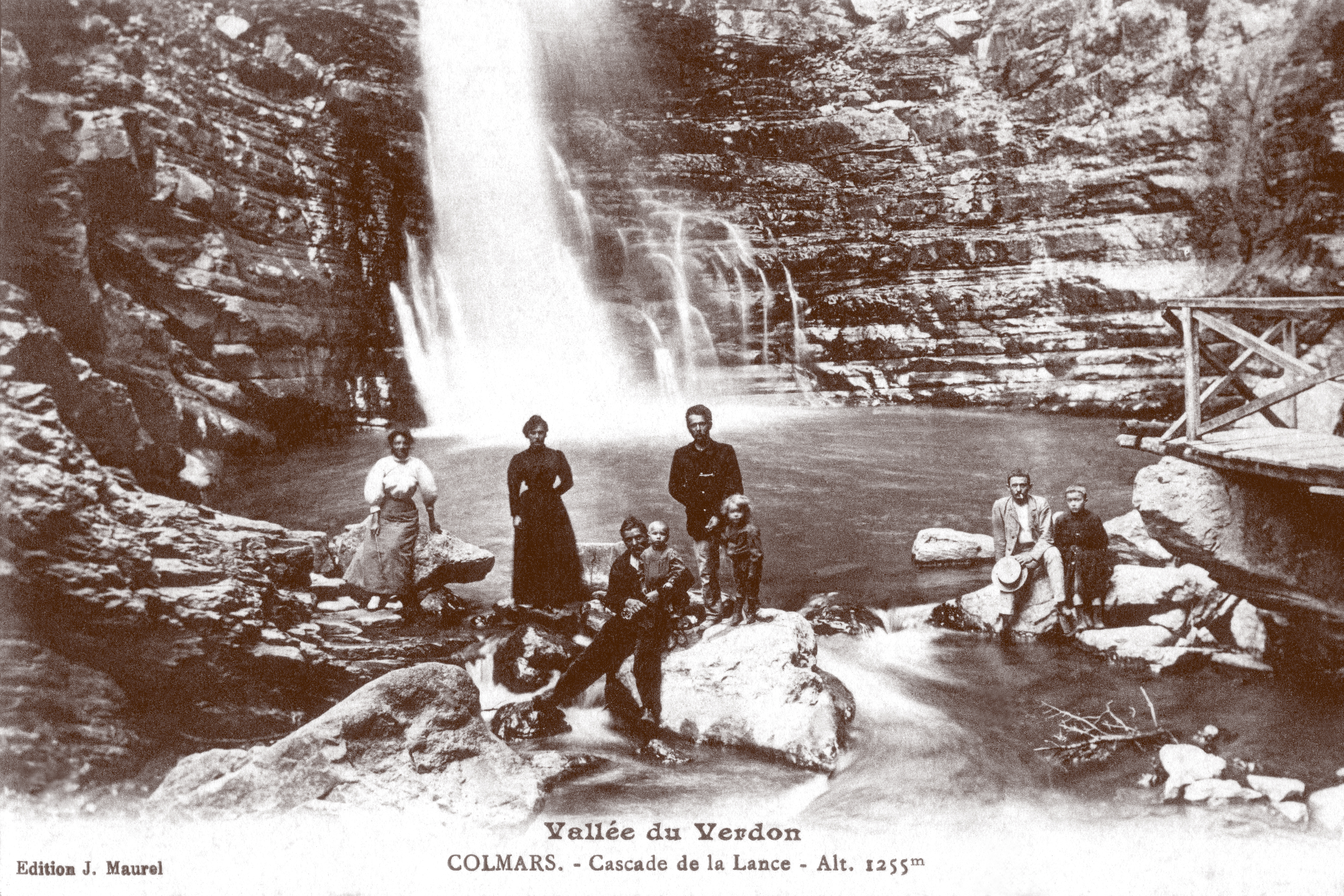
Carte postale ancienne du Haut-Verdon en haute définition et libre de droits : la Cascade de la Lance à Colmars-les-Alpes